# Běšický chochol
Běšický chochol je evropsky významná lokalita a přírodní rezervace na severozápadním břehu vodní nádrže Nechranice v katastrálním území Tušimice a Březno u Chomutova v okrese Chomutov. Důvodem ochrany území je výskyt xerotermních trávníků, lesostepních pastvin a světlých doubrav s výskytem vzácných druhů rostlin a zvířat.
Ze zvláště chráněných druhů rostlin a živočichů, uvedených v předmětu ochrany rezervace, žije na Běšickém chocholu silná populace ohroženého roháče obecného a na jižních svazích nepočetná populace ještěrky zelené. Obnažené výchozy jílů západně od Čachovického vrchu poskytují životní prostor kriticky ohroženému jitrocelu přímořskému a v otevřené krajině s křovinami a remízky byl zaznamenán také kriticky ohrožený strnad luční.

## Historie
Na severozápadním svahu Běšického chocholu bylo povrchovými sběry v letech 1966 a 1967 doloženo sídliště využívané od časné doby slovanské po pozdní dobu hradištní.
Chráněné území bylo poprvé vyhlášeno nařízením Okresního úřadu v Chomutově dne 4. května 2002 jako přírodní rezervace Běšický a Čachovický vrch s rozlohou 24,72 ha. Tato rezervace byla nařízením Rady Ústeckého kraje ke dni 22. února 2012 zrušena a zároveň nahrazena přírodní rezervací Běšický chochol o rozloze 30,66 ha. Přírodní rezervace je v Ústředním seznamu ochrany přírody evidována pod číslem 2258. Spravuje ji Krajský úřad Ústeckého kraje.

## Přírodní poměry
Přírodní rezervace s rozlohou 30,6586 hektarů se nachází v katastrálních územích Tušimice a Březno u Chomutova. Zaujímá úzký pás podél severního břehu nechranické nádrže v nadmořské výšce 270–350 metrů. Překrývá se s evropsky významnou lokalitou Běšický chochol a malá část (0,046 hektaru) také s ptačí oblastí Nádrž vodního díla Nechranice s celkovou rozlohou 11,915 km². Chráněnými biotopy jsou polopřirozené suché trávníky a facie křovin na vápnitých podložích, panonské šípákové doubravy a lokalita výskytu roháče obecného (Lucanus cervus).

### Abiotické faktory

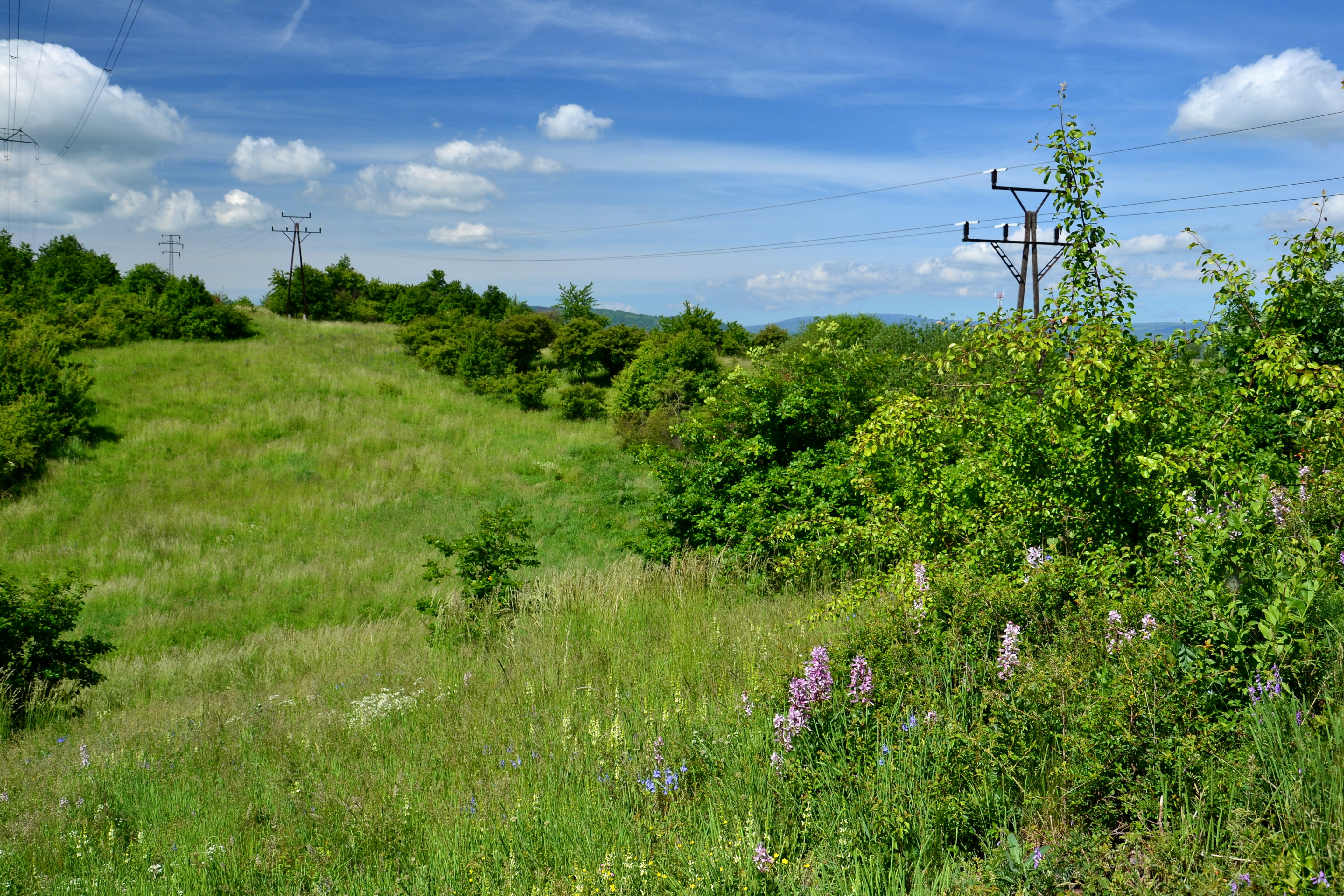
Louky s roztroušenými keři

Na západě rezervaci vymezuje kuželovitý vrch Běšický chochol (350 metrů) a na východě Čachovický vrch (313 metrů). Oba bazanitové vrchy jsou z geologického hlediska nejvýchodnějšími kopci Doupovských hor. Vznikly na vulkanickém příkrovu v hrásti Střezovského hřbetu, který je vypreparován z mladších miocenních sedimentů. Běšický chochol je dvojvrší, jehož nižší vrchol se nazývá Skřivánek. Pod vulkanickým příkrovem se v oblasti Čachovického vrchu nachází cenomanské pískovce a slepence a pod nimi ještě starší kaolinicky zvětralé ruly. V okrajové části území, na břehu Nechranické nádrže, se vyskytují zbytky hrubozrnných pyroklastik. V geomorfologickém členění Česka leží lokalita v Mostecké pánvi, konkrétně v podcelku Žatecká pánev a okrsku Čeradická plošina.
Převažujícími typy půd jsou černozemě modální a karbonátové ze spraší a fluvizem modální. Díky vulkanickým horninám jsou zdejší půdy minerálně bohaté a úrodnější, ale také sušší. Zdejší rostlinná společenstva patří mezi teplomilná a živinově náročnější.
V rámci Quittovy klasifikace podnebí se chráněné území nachází v teplé oblasti T2 s průměrnou roční teplotou asi 8 °C a ročním úhrnem srážek 450–500 milimetrů. Léto je zde dlouhé, teplé a suché, zatímco zima krátká, mírně teplá a suchá až velmi suchá. Malé množství srážek je způsobené polohou rezervace ve srážkovém stínu Krušných a Doupovských hor. Voda z rezervace odtéká do vodní nádrže Nechranice, a patří tak k povodí Ohře.

### Flóra
Ve fytografickém členění Česka Běšický chochol patří do oblasti termofytika a v něm do fytogeografického okresu Doupovská pahorkatina.
Běšický vrch porůstají teplomilné doubravy svazu Quercion pubescenti-petraeae. Převažujícím druhem je dub zimní (Quercus petraea), který je doplněn vzácnějším dubem mnohoplodým (Quercus polycarpa) a v minulosti také dubem šípákem (Quercus pubescens). Z dalších stromů na vrchu hojně roste jeřáb břek (Sorbus torminalis) a hrušeň polnička (Pyrus pyraster). V keřovém patře převládají růže (Rosa), hlohy (Crataegus), trnka obecná (Prunus spinosa), ptačí zob (Ligustrum), skalník celokrajný (Cotoneaster integerrimus) a zimolez obecný (Lonicera xylosteum).
Z travin převládá lipnice hajní (Poa nemoralis) a válečka prapořitá (Brachypodium pinnatum). Vzácněji se objevuje strdivka zbarvená (Melica picta). Kromě nich v bylinném patře roste řimbaba chocholičnatá (Pyrethrum corymbosum), černýš hřebenitý (Melampyrum cristatum) a svízel sivý (Galium glaucum). Ze vzácných druhů na Běšickém chocholu žije bělozářka liliovitá (Anthericum liliago), lilie zlatohlavá (Lilium martagon), modřenec tenkokvětý (Muscari tenuiflorum), zvonek klubkatý (Campanula glomerata), jetel alpínský (Trifolium alpestre) a koniklec luční český (Pulsatilla pratensis subsp. bohemica). Na jedné ze světlin roste populace kavylu Ivanova (Stipa pennata), kavylu sličného a malá populace silně ohroženého kavylu tenkolistého (Stipa tirsa). Pouze na návrší Skřivánek se vyskytuje ohrožená třemdava bílá (Dictamnus albus). Na lesních lemech ji doplňují smldník jelení (Peucedanum cervaria), čistec přímý (Stachys recta), růže galská (Rosa gallica), prasetník plamatý (Hypochaeris maculata), hrachor panonský chlumní (Lathyrus pannonicus subsp. collinus) a hadí mord španělský (Scorzonera hispanica). Na okrajích polí rostou také plevele zanesené na území Česka neolitickými zemědělci. Patří k nim dejvorec velkoplodý pravý (Caucalis platycarpos subsp. platycarpos), voskovka menší (Cerinthe minor), sveřep japonský (Bromus japonicus) a hlaváček letní (Adonis aestivalis), který se zde vyskytuje také ve žlutokvěté variantě.
Vegetace na Čachovickém vrchu je odlišná a podobá se stepím Českého středohoří. Zejména na jižním svahu převládají úzkolisté stepní trávníky svazu Festucion valesciacae, na které ve spodní části navazují erozní rýhy ve starém hliníku. Rýhy jsou porostlé nálety břízy bělokoré (Betula pendula), ale na exponovaných světlinách roste jitrocel přímořský brvitý (Plantago maritima subsp. ciliata) a dále ostřice drobná (Carex supina) a kozinec dánský (Astragalus danicus).
Dominantními druhy stepních trávníků na Čachovickém vrchu jsou lipnice úzkolistá (Poa angustifolia), kostřava žlábkatá (Festuca rupicola), kostřava walliská (Festuca valesiaca), ostřice nízká (Carex humilis), kavyl Ivanův pravý (Stipa pennata var. pennata), kavyl vláskovitý (Stipa capillata) a vousatka prstnatá (Bothriochloa ischaemum). V pozdním jaře rozkvétá kozinec bezlodyžný (Astragalus exscapus) a na místech s narušeným drnem vzácně roste trýzel rozkladitý (Erysimum repandum) a tařinka horská pravá (Alyssum montanum L. subsp. montanum). Běžnější jsou další stepní druhy jako řebříček štětinolistý (Achillea setacea), pelyněk pontický (Artemisia pontica), trýzel škardolistý (Erysimum crepidifolium), divizna brunátná (Verbascum phoeniceum) a objevuje se také koniklec luční český nebo sesel fenyklový (Seseli hippomarathrum).

### Fauna
Přírodní rezervace je významná výskytem řady ohrožených druhů obratlovců. Zejména ptáci jsou zastoupeni řadou druhů, které lokalitu navštěvují nebo na ní hnízdí. Z kriticky ohrožených ptáků byli pozorování orel mořský (Haliaeetus albicilla), strnad luční (Emberiza calandra) a koroptev polní (Perdix perdix). Silně ohrožené druhy zastupuje krahujec obecný (Accipiter nisus), krutihlav obecný (Jynx torquilla), konipas luční (Motacilla flava), žluva hajní (Oriolus oriolus), pěnice vlašská (Sylvia nisoria), dudek chocholatý (Upupa epops) a na březích vodní nádrže pisík obecný (Actitis hypoleucos). Z ohrožených druhů ptáků se vyskytují jestřáb lesní (Accipiter gentilis), rorýs obecný (Apus apus), výr velký (Bubo bubo), vlaštovka obecná (Hirundo rustica), ťuhýk obecný (Lanius collurio), ťuhýk šedý (Lanius excubitor), slavík obecný (Luscinia megarhynchos) a lejsek šedý (Muscicapa striata).
Z ostatních ohrožených a silně ohrožených obratlovců v rezervaci žije ropucha obecná (Bufo bufo), slepýš křehký (Anguis fragilis), ještěrka obecná (Lacerta agilis), ještěrka zelená (Lacerta viridis), užovka obojková (Natrix natrix), užovka podplamatá (Natrix tessellata), bělozubka bělobřichá (Crocidura leucodon) a veverka obecná (Sciurus vulgaris).
Bezobratlé zastupuje otakárek fenyklový (Papilio machaon). Na Čachovickém vrchu byli na stepních a lesostepních stanovištích mimo jiné nalezeni pavouci listovník stepní (Thanatus atratus), slíďák Schmidtův (Alopecosa schmidti), skálovka suchomilná (Gnaphosa opaca), Tapinocyba biscissa a Xysticus acerbus.

## Přístup
Chráněné území se nachází mezi vodní nádrží Nechranice a areálem elektrárny Tušimice II. Od elektrárny vede silnice k chatové osadě Tušimice, ze které je rezervace přístupná (chaty v severní části osady sousedí s její hranicí).